# Eusphalera
Eusphalera är ett släkte av fjärilar. Eusphalera ingår i familjen bastardsvärmare.

## Dottertaxa tillEusphalera, i alfabetisk ordning[1]
- Eusphalera albifascia
- Eusphalera alboplagata
- Eusphalera aspila
- Eusphalera aurantia
- Eusphalera aurantidiscus
- Eusphalera bicolora
- Eusphalera burgersi
- Eusphalera cadmium
- Eusphalera casta
- Eusphalera chalcosia
- Eusphalera coerulea
- Eusphalera eikeikei
- Eusphalera fasciata
- Eusphalera flava
- Eusphalera flavifrons
- Eusphalera janthina
- Eusphalera jordani
- Eusphalera ligata
- Eusphalera lutescens
- Eusphalera millionioides
- Eusphalera multicolor
- Eusphalera nigrovata
- Eusphalera pacalis
- Eusphalera pernitens
- Eusphalera plagiata
- Eusphalera pratti
- Eusphalera regina
- Eusphalera satisbonensis
- Eusphalera semiflava
- Eusphalera seminigra
- Eusphalera simplex
- Eusphalera splendens
- Eusphalera subflava
- Eusphalera sublutea
- Eusphalera trficolor
- Eusphalera uniens